# Бравикова, Юлия Юрьевна
Юлия Юрьевна Бравикова (17 июля 1999, Орловская область) — российская художественная гимнастка, четырёхкратная чемпионка летней Универсиады 2017 года в Тайбэе, двукратная чемпионка Европы среди юниоров 2014 года в Баку.
Мастер спорта России международного класса.
Студентка Национального университета физкультуры, спорта и здоровья им. П. Ф. Лесгафта (Санкт-Петербург).

## Спортивные достижения
В 2013 и 2014 годах становилась абсолютной чемпионкой России среди юниоров.
В 2014 году на чемпионате Европы среди юниоров выиграла «золото» в командном многоборье (вместе с Ириной Анненковой, Олесей Петровой и Вероникой Поляковой) и упражнении с обручем.
Была включена в заявку в соревнования по художественной гимнастике в личном первенстве на II летних юношеских Олимпийских играх 2014 года в Нанкине, но в июле получила травму и туда не поехала — вместо неё послали Ирину Анненкову.
В апреле 2016 года стала чемпионкой России (среди сеньорок) по художественной гимнастике в команде — в составе сборной Москвы. (По данным, полученным агентством «ОрелСпорт», в команду Центрального федерального округа её не включили, так как «не рассчитывали, что она покажет результат». Причина была в том, что только в марте гимнастка вернулась к тренировкам после операции осенью 2015 года, да и вообще уже два года из-за проблем с коленями мало выступала.) В личном многоборье на этом чемпионате России спортсменка была десятой.
В конце февраля 2017 года вместе с Александрой Солдатовой и Диной и Ариной Авериными представляла Россию на Гран-При Москвы. Выступила достойно, завоевав серебряную медаль в упражнении с булавами.
В середине марта 2017 года представила Россию на этапе Гран-При в Киеве вместе с Полиной Хониной, где успешно завоевала серебряную медаль в многоборье и в финале с обручем, золотую медаль в финале с булавами и в финале с лентой. В финал с мячом, не прошла.
А в конце марта 2017 года участвовала в этапе Гран-При в Тье. В многоборье завоевала бронзовую медаль, пропустив Дину Аверину и Екатерину Галкину. В финалах с обручем и булавами получила серебряную медаль, в финале с мячом бронзовую медаль, а в финале с лентой ей удалось завоевать золотую медаль для своей страны.
В начале апреля 2017 года Юлия вместе с Ариной Авериной, Александрой Солдатовой и Полиной Хониной успешно представила Россию на этапе Гран-При в Марбелье. В многоборье Юлия заняла третью строчку, в финале с обручем вторую, а в финале с лентой только седьмую.
С 22 по 26 июня 2017 года Юлия участвовала в этапе Гран-При в Холоне. Там, уступив Дине и Арине Авериным, она завоевала бронзу в многоборье. В финалах с обручем и булавами у неё золотые медали, а в финале с лентой вновь бронза.
В августе 2017 года стала четырёхкратной чемпионкой на Летней Универсиаде в Тайбэе, уступив золотую медаль в упражнение с мячом Екатерине Селезнёвой.
В октябре 2017 года Юлия выступила на этапе Гран-При в Брно. Там она завоевала медаль высшей пробы в многоборье, в финале с обручем, мячом, булавами и лентой. Тем самым она завоевала пять золотых медалей из пяти возможных.
И заключительным этапом Гран-При 2017 года для Юлии стал этап Гран-При в Эйлате, который прошёл с 17 по 18 ноября. На нём Юлия обогнала всех в многоборье, поместившись на первой ступени.
В конце февраля 2018 года вместе с Диной Авериной, Ариной Авериной, Александрой Солдатовой, Екатериной Селезнёвой и Полиной Хониной представляла Россию на Гран-При Москвы. Выступила хорошо, но снялась с соревнований из за травмы. Но сумела заработать бронзовую медаль в многоборье, уступив только Арине и Дине Авериным.